# Собор Архангела Михаила (Черняховск)
Собор Архангела Михаила (Свято-Михайловский храм) — православный храм в городе Черняховске Калининградской области, кафедральный собор Черняховской епархии Русской православной церкви.
Храм был построен в 1890 году как протестантский, в 1945-м закрыт, в 1989 году передан православным.

## История
Церковь была заложена в 1883 году в честь 300-летия получения Инстербургом городских прав. Строительство протестантской реформатской кирхи в новом городском квартале, на Маркграфенплатц, началось в 1886 году. Автором проекта выступил прусский архитектор Фридрих Адлер. Освящение состоялось 24 апреля 1890 года.
После Второй мировой войны в здании храма располагались последовательно склад, клуб и спортивный зал детско-юношеской спортивной школы. Здание неоднократно горело и из-за отсутствия надлежащего ухода к концу 1980-х годов пришло в аварийное состояние.
В 1989 году началось восстановление здания инициативными группами горожан, храм был передан Русской Православной церкви. 2 мая 1992 года митрополитом Смоленским и Калининградским Кириллом был освящён во имя Архангела Михаила.

## Описание
Храм построен в неороманском стиле. С запада здание имеет башню высотой 65,8 метра, с востока — две башни высотой 33 метра с лестницами. На башне были установлены часы, а также балка с тремя колоколами общим весом 35 центнеров. 
Внешняя часть церкви была выполнена из тёмно-коричневого с красноватым оттенком обожженного кирпича с применением гранита для перекрытий, фундаменты — из выступающих гранитных камней. Цоколь был отделан рельефными гранитными квадратами. Ажурный орнамент окон и затемненные столбы портала были выполнены из обожженного кирпича, крыша — покрыта природным шифером. Облицовочные и фасонные камни были произведены черепичной фабрикой в Растенбурге.
Нижние части центральных окон были выполнены из кафедрального стекла и мозаичных образцов, среднее окно было украшено образом благословляющего Христа, боковые окна содержали ковровые рисунки. Витражи были изготовлены мастерской Ц. Л. Тюрке в Циттау.
Церковная кафедра, алтарь и крестильный камень были выполнены в Берлине из горного песчаника. Орган, имеющий 45 звучащих тонов, был установлен М. Телецки из Кёнигсберга. Роспись стен была выполнена художником Я. Борновски из Эльбинга.
Во время реставрации в 1989 году фрески церкви были созданы выпускником Черняховской художественной школы Александром Миловановым.

## Современный статус
Постановлением Правительства Калининградской области от 23 марта 2007 года № 132 храм получил статус объекта культурного наследия регионального значения.

## Духовенство
- Настоятель собора — преосвященнейший Николай, епископ Черняховский и Славский (в миру — Вадим Геннадьевич Дегтярев)
- Ключарь собора — Иерей Иоанн Васюков
- Игумен Тихон Тюрюмин
- Иерей Никита Фадеев
- Иерей Никита Лебедев
- Диакон Михаил Рыбин
- Диакон Дионисий Максин